# 殭屍少女的災難
《殭屍少女的災難》是池端亮所撰寫的小說作品，插畫由蔓木鋼音負責，角川書店於2007年9月25日出版發行了單行本，2012年6月30日發行了經過作者重新修飾、加入插畫的輕小說版。
2012年6月宣布動畫化，11月宣佈電影化的企劃。

## 故事簡介
在大學的地下資料室中，沉睡著來自義大利的殭屍美少女歐芙洛希妮。在某個暑假，有6名大學生在大學地下資料室中，拿走了屬於歐芙洛希妮的「秘石」。
在歐芙洛希妮剛剛甦醒的時候，唯一對她忠心耿耿的女僕艾瑪警告她說，請她務必殺掉學生奪回「秘石」，否則身體將會崩壞殆盡。
歐芙洛希妮沒有辦法，只好開始獵殺學生，可是在歐芙洛希妮醒來時，已經是人類的文明發展後的100年。在美少女中學生小鸟游真子的指揮下，有新型武器的學生們開始展開反擊，學生們的反擊終於開始了。在誰都沒有見過殺戮遊戲的最後，到底是學生們的勝利？還是歐芙洛希妮的勝利？美少女殭屍與學生的殺戮遊戲正式展開序幕……。

## 登場角色
歐芙洛希妮（聲：早見沙織）

阿爾瑪·V（聲：小倉唯）

## 出版書籍

### 單行本
- 殭屍少女的災難

| 冊數 | 角川書店      | 角川書店               |
| 冊數 | 發行日期      | ISBN                   |
| ---- | ------------- | ---------------------- |
| 全   | 2007年9月25日 | ISBN 978-4-04-873761-6 |

### 文庫版
角川Sneaker文庫。插畫：蔓木鋼音。
| 冊數           | 角川書店       | 角川書店               | 台灣角川       | 台灣角川               | 湖南美术出版社（出版） 天闻角川（發行） | 湖南美术出版社（出版） 天闻角川（發行） |
| 冊數           | 發行日期       | ISBN                   | 發行日期       | ISBN                   | 發行日期                                | ISBN                                    |
| 殭屍少女的災難 | 殭屍少女的災難 | 殭屍少女的災難         | 殭屍少女的災難 | 殭屍少女的災難         | 殭屍少女的災難                          | 殭屍少女的災難                          |
| -------------- | -------------- | ---------------------- | -------------- | ---------------------- | --------------------------------------- | --------------------------------------- |
| I              | 2012年6月30日  | ISBN 978-4041003497    | 2013年3月23日  | ISBN 978-986-325-248-1 | 2013年6月20日                           | ISBN 978-7-5356-6090-9                  |
| II             | 2012年6月30日  | ISBN 978-4041003503    | 2013年6月25日  | ISBN 978-986-325-412-6 | 2013年9月5日                            | ISBN 978-7-5356-6447-1                  |
| 殭屍少女的入學 |                |                        |                |                        |                                         |                                         |
| I              | 2012年12月1日  | ISBN 978-4-04-100580-4 | 2013年10月15日 | ISBN 978-9-86-325586-4 |                                         |                                         |
| II             | 2012年12月1日  | ISBN 978-4-04-100581-1 | 2014年2月21日  | ISBN 978-9-86-325797-4 |                                         |                                         |

## 網路動畫
2018年7月4日起播放網路動畫。

### 製作人員
- 原作：池端亮（「殭屍少女的災難」KADOKAWA刊）
- 監督/分鏡/演出：岩見英明
- 腳本：金巻兼一
- 角色設定/總作畫監督：高岡淳一（日语：高岡じゃんいち）
- 作畫監督：日下岳史、細越裕治、戸倉紀元
- 美術設定：小林雅代
- 色彩設定：水巻みゆき
- 美術監修：杉本あゆみ
- 美術監督：渡辺紳
- 數位圖形工作：上倉元
- 攝影/編集：スティングレイ
- 音樂：大谷幸
- 音效導演/調整：野口あきら
- 音效設計；今野康之
- 動畫製作：GONZO、Stingray
- 動畫製作人：小島勉
- 製作人：岩本克也
- 製作：スティングレイ

## 外部連結
- 角川Sneaker文庫（日語） （页面存档备份，存于）
- 角川Sneaker文庫網站WEB（日語）
- 角川Sneaker文庫的X（前Twitter）（日語）
- 電影官網（日語）